# Gulf Air

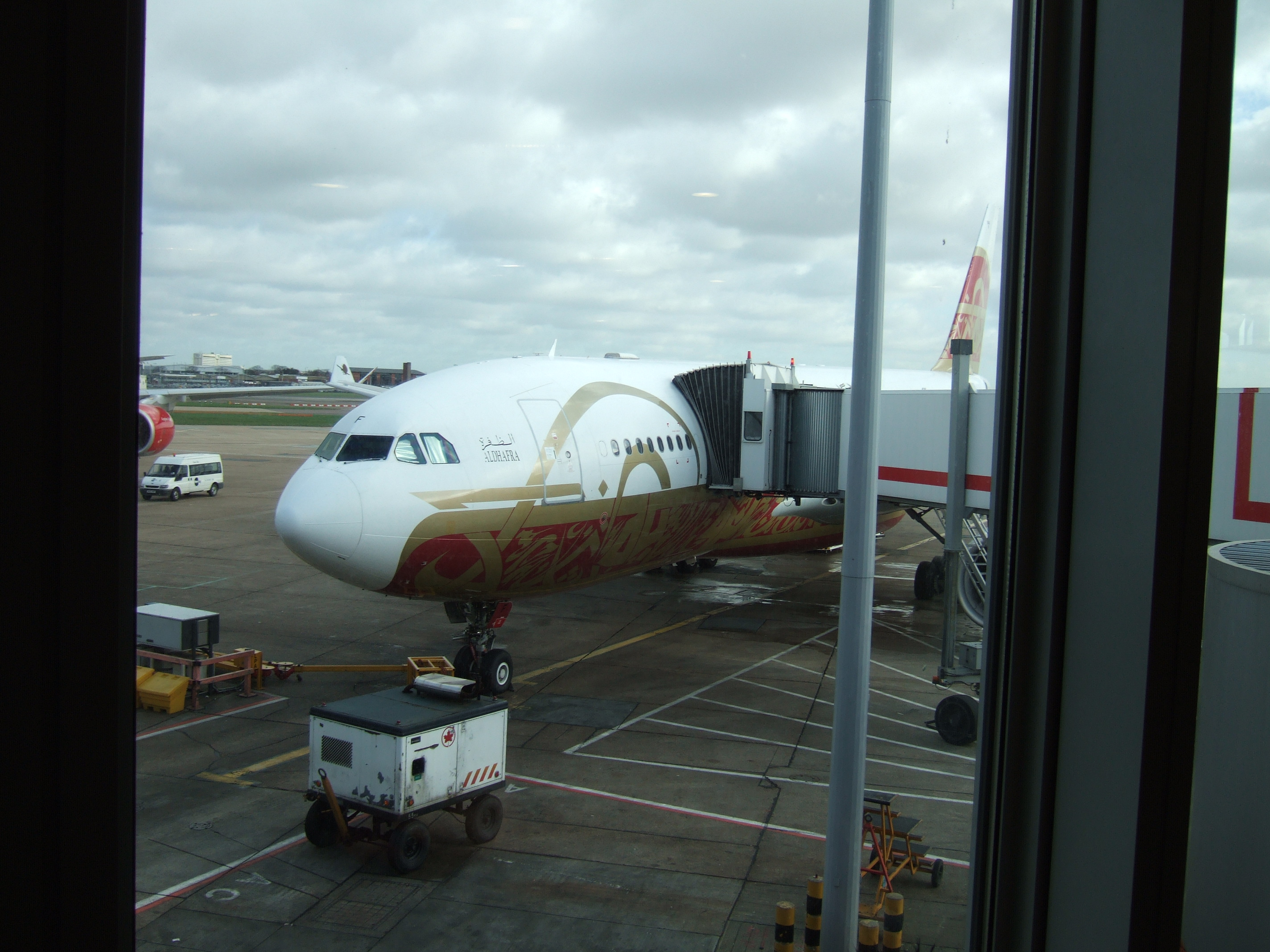
Airbus A330-200 авіакомпанії Gulf Air

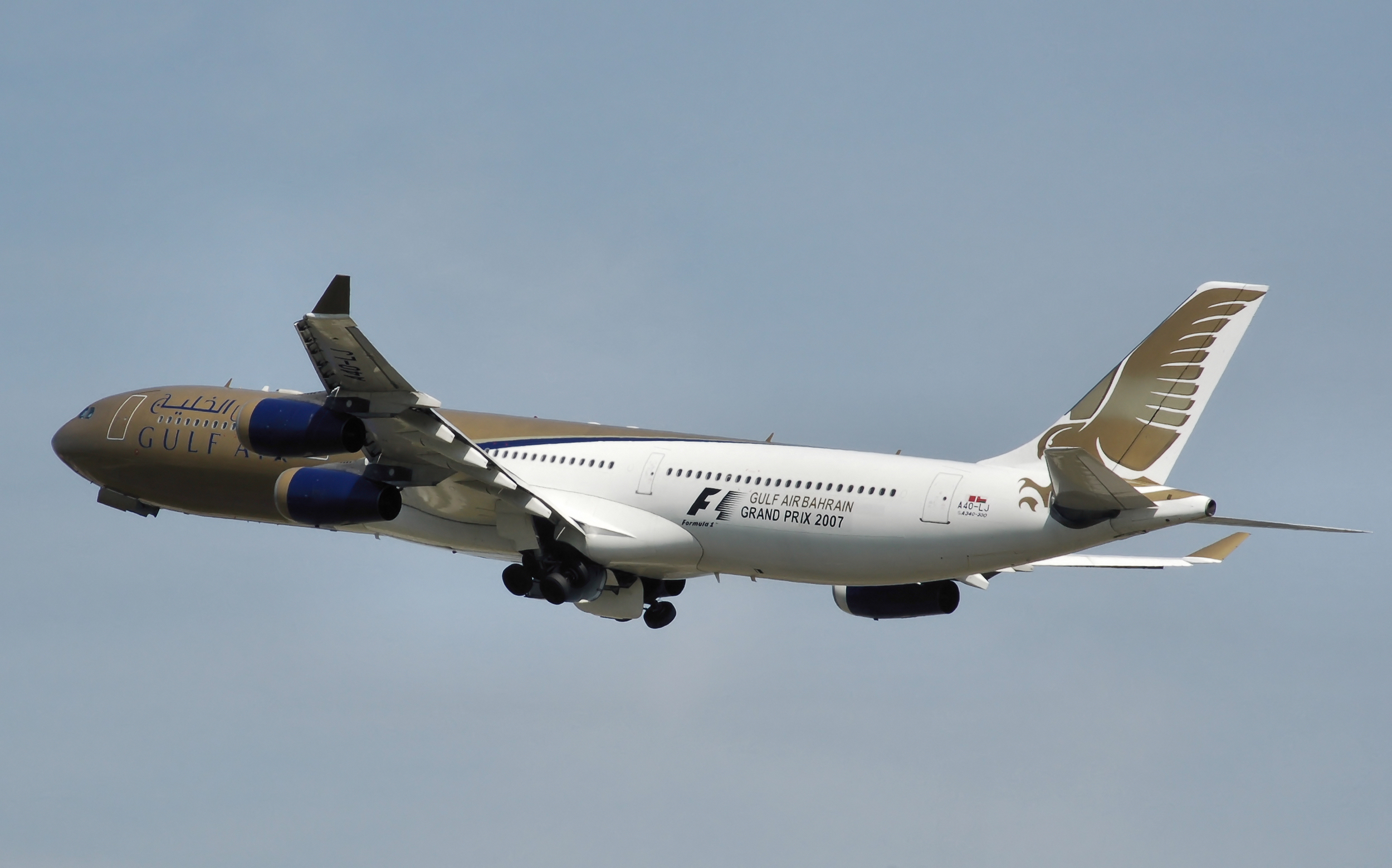
Airbus A340-300 авіакомпанії Gulf Air

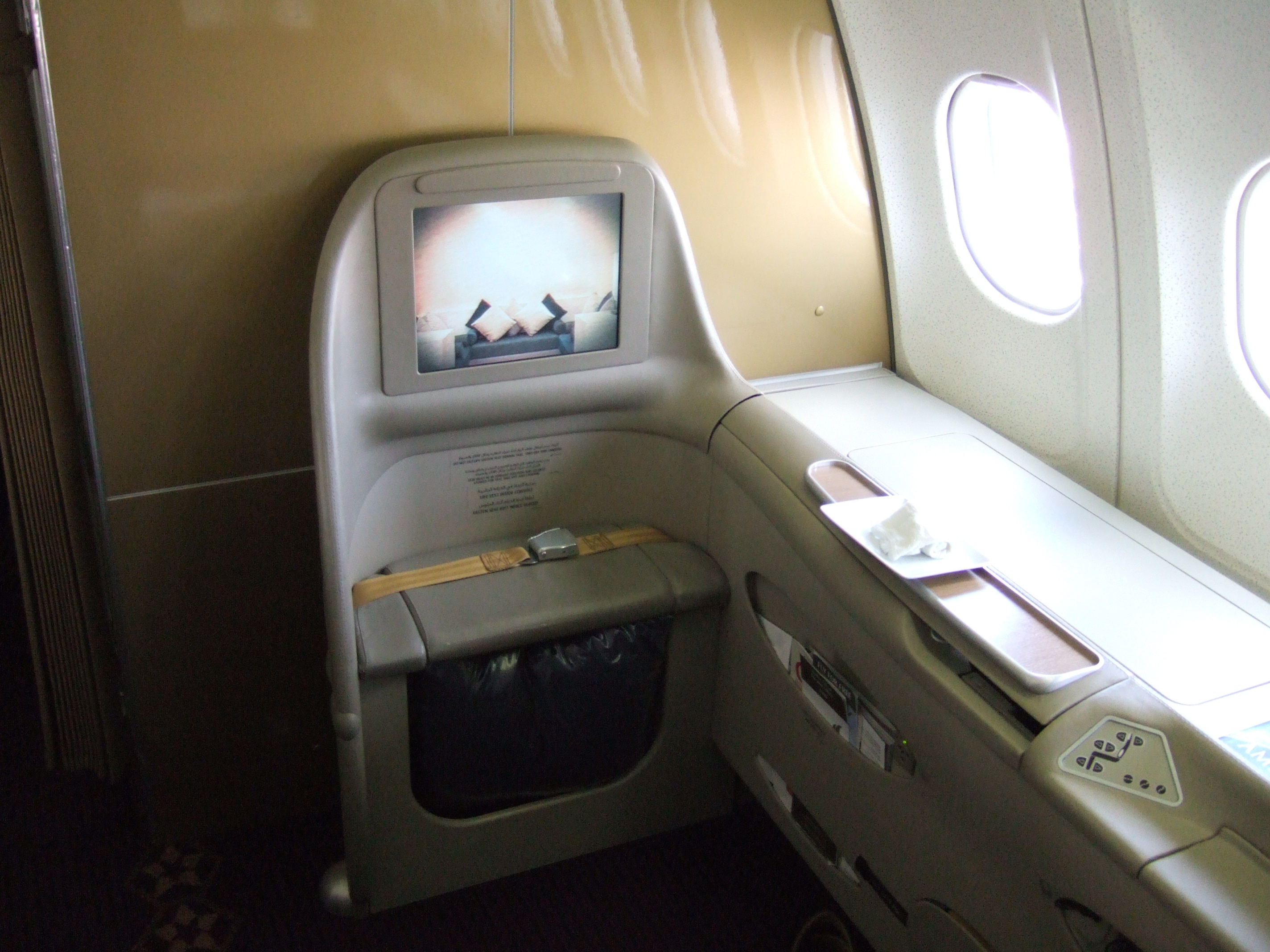
Перший клас в літаку авіакомпанії Gulf Air

Gulf Air (араб. طيران الخليج Ṭayarān al-Ḫalīǧ) — флагманська авіакомпанія королівства Бахрейн. У цієї авіакомпанії більше 40 напрямів включаючи Африку, Азію, Європи, Близький Схід і Далекий Схід. Основною базою є Міжнародний аеропорт Бахрейну. На логотипі компанії зображений золотий сокіл. Авіакомпанія також є спонсором Гран-прі Бахрейну.

## Флот
На травень 2015 року флот складається з: